# Ішкашимська мова
Ішкашимська мова — індоєвропейська мова іранської групи.
На цій мові говорять ішкашимці, що компактно проживають у декількох кишлаках в районі Ішкашиму в Гірському Бадахшані. При цьому більшість населення ішкашимці становлять лише в кишлаках Рин і Верхній Рин, де сумарно проживає близько 400–500 носіїв мови. У цілому ж етнічно в районі переважають ваханці та гірські таджики, які часто називають ішкашимців ринцями, а їхню мовю, відповідно, ринською (вах. rani zik). Кілька ішкашимських сімей (150–200 осіб) також проживає в кішлаку Сумджін, решта ж носіїв розсіяні по різних містах Таджикистану та суміжних країн. Згідно альтернативним даними, чисельність ішкашімцев на сьогоднішній день може досягати 1 500 осіб.

### Лексика
Для лексичного складу характерно багато спільного з таджицькою лексикою, особливо серед іменних частин мови. Значна частина особистих займенників і ряд іменників також зустрічається і в інших памірських мовах, проте поряд з цим існує і широкий набір споконвічно ішкашимської лексики. У мові також існує відносно молодий пласт русизмів.